# Anthony Beaujon
Anthony Beaujon, född 1853, död 1890, var en nederländsk statistiker och nationalekonom.
Beaujon blev 1875 juris doktor vid universitetet i Leiden och var därefter anställd vid finansministeriet i Haag, tills han 1884 blev extra ordinarie professor i statistik vid stadsuniversitetet i Amsterdam och 1885 dessutom ordinarie professor i nationalekonomi där. Vid öppnandet av Statistiska institutet (grundat 1884 av nederländska föreningen för statistik såsom dess permanenta byrå) blev han också direktör för denna anstalt.
Beaujon blev mer allmänt känd först för ett vid den internationella fiskeriutställningen i London 1883 prisbelönt arbete, The History of Dutch Seafisheries, Their Progress, Decline and Revival (1884; nederländsk bearbetning 1885). I detta arbete visar han hur det nederländska havsfisket efter sin glansperiod på 1600-talet, trots utomordentliga skyddsåtgärder, nästan gick under till följd av regleringar och först efter införandet av näringsfrihet utan tullskydd 1857 åter blomstrade.
Dessutom författade Beaujon ett större arbete om Handel en handelspolitiek (1888) jämte åtskilliga statistiska och nationalekonomiska skrifter, bland annat L'état et l'alcool (i "Revue de Belgique", 1883), Henry Fawcett (1886), La fécondité des mariages aux Pays-Bas (i "Journal de la Société de statistique de Paris", 1888), samt uppsatser i den av Jacob Leonard de Bruyn Kops grundade månadstidskriften "De Economist" och utgav Statistiska institutets publikationer: årsboken "Jaarcijfers" (efter mönstret av de engelska "Statistical Abstracts", med nederländsk och fransk text) och tidskriften "Bijdragen van het Statistisch instituut".